# 三重県道59号松阪第2環状線
三重県道59号松阪第2環状線（みえけんどう59ごう まつさかだい2かんじょうせん）は、三重県松阪市を通る主要地方道（三重県道）である。

## 概要
松阪市の郊外を環状で結び、幹線道路に連絡する道路である。

### 路線データ
- 起点：松阪市西黒部町字大板412番3地先[2]（西黒部町2交差点）
- 終点：松阪市大塚町字四反田380番3地先[2]（大塚町交差点）
- 総延長：23.707 km

## 歴史
- 1976年（昭和51年）9月10日 - 三重県が一般県道として三重県道774号松阪第2環状線を路線認定[3]。
- 1993年（平成5年）5月11日 - 建設省（現・国土交通省）から、一般県道松阪第二環状線の一部・主要県道合ケ野松阪線の一部が松阪第2環状線として主要地方道に指定される[4]。本州の主要地方道は当時800番台が使われていた新潟県道を除けば最大番号となった。
- 1994年（平成6年）4月1日 - 三重県が三重県道774号松阪第2環状線を廃止し、三重県道59号松阪第2環状線を路線認定[5]。

## 路線状況

### 別名
- 和歌山街道（松阪市）

### 重複区間
- 国道42号（松阪市上川町 地内）
- 国道42号（松阪市八太町 地内、八太町交差点 - 八太町北交差点）
- 三重県道160号松阪多気線（松阪市八太町 地内、八太町交差点 - 八太町北交差点）
- 国道166号（松阪市桂瀬町 - 丹生寺町）

### 利用状況
交通量
| 地点           | 平日12時間        | 平日24時間        |
| 地点           | 2005年度⇒2010年度 | 2005年度⇒2010年度 |
| 松阪市上川町   | 6,825台⇒ 7,960台  | 8,873台⇒10,428台  |
| 松阪市上蛸路町 | 4,976台⇒ 4,121台  | 6,519台⇒ 5,399台  |
| 松阪市西野町   | 8,968台⇒ 8,812台  | 11,658台⇒11,544台 |
| 松阪市曲町     | 11,794台⇒14,503台 | 14,521台⇒18,042台 |

## 地理

### 通過する自治体
- 松阪市

### 交差する道路
- 国道23号（西黒部町2交差点、起点）
- 三重県道60号伊勢松阪線（大宮田町）
- 三重県道37号鳥羽松阪線（立田町交差点）
- 国道42号松阪多気バイパス（上川大黒交差点）
- 三重県道756号松阪環状線 近鉄道路（上川町交差点）
- 国道42号松阪多気バイパス（松阪市上川町）
- 国道42号松阪多気バイパス（松阪市下蛸路町）
- 国道42号・三重県道160号松阪多気線（松阪市八太町・八太町交差点）
- 国道42号・三重県道160号松阪多気線（松阪市八太町・八太町北交差点）【北緯34度31分40.5秒 東経136度32分16.5秒 / 北緯34.527917度 東経136.537917度】
- 三重県道700号小片野駅部田線（松阪市山室町）
- 国道166号・国道369号（松阪市桂瀬町・桂瀬町交差点）
- 国道166号・国道369号（松阪市丹生寺町・丹生寺町交差点）
- 三重県道757号辻原西町線（丹生寺町西交差点）
- 三重県道45号合ヶ野松阪線（伊勢寺町）
- 三重県道568号瑞巌寺庭園線（瑞巌寺入口交差点）
- 伊勢自動車道 松阪インターチェンジ・三重県道58号松阪一志線（松阪インター入口交差点）【北緯34度34分41.1秒 東経136度28分32.8秒 / 北緯34.578083度 東経136.475778度】
- 三重県道147号松阪嬉野線（野村町交差点）
- 三重県道756号松阪環状線（川井町4交差点）
- 三重県道24号松阪久居線（川井町3交差点）
- 国道42号・三重県道699号六軒鎌田線（終点）

### 周辺
- 松阪木材団地
- レインボータウン高田
- ハイタウン松阪
- 松阪カントリークラブ
- 松阪中核工業団地
- ウエストパーク松阪
- 松阪農業公園ベルファーム
- 松阪中央総合病院
- 中日本高速道路 松阪工事事務所
- パワーセンター松阪：ショッピングセンター
- 鈴の森（カネボウ跡公園）
- 松阪地区広域消防組合松阪中消防署